# István Pelle
Pour les articles homonymes, voir Pelle.
Dans le nom hongrois Pelle István, le nom de famille précède le prénom, mais cet article utilise l’ordre habituel en français István Pelle, où le prénom précède le nom.
István Pelle (26 juillet 1907 – 6 mars 1986) était un gymnaste hongrois.

## Palmarès

### Jeux olympiques
- Los Angeles 1932
  -  médaille d'or au sol
  -  médaille d'or au cheval d'arçons
  -  médaille d'argent au concours général individuel
  -  médaille d'argent aux barres parallèles

### Championnats du monde
- Luxembourg 1930
  -  médaille d'or à la barre fixe